# Always (film)
Always (originaltitel: Always) är en amerikansk film från 1989.

## Handling
Pete är en pilot som vattenbombar bränder. Hans tilltänkta, Dorinda, är också pilot och arbetar även som radiooperatör när de andra piloterna är ute på uppdrag. Pete tar alltid chanser och litar på att hans skicklighet ska räcka till. En dag gör den inte det, och han omkommer. Han återvänder som ett osynligt spöke med uppgift att ge råd till sin efterträdare, som han upptäcker också blir förälskad i Dorinda.

## Om filmen
- Filmen är en nyinspelning av Hjältar dö aldrig från 1943 med Spencer Tracy i huvudrollen.
- Audrey Hepburn gör sin sista filmroll som en ängel.
- Filmen hade svensk premiär 16 mars 1990.

## Rollista (i urval)
- Richard Dreyfuss - Pete Sandich
- Holly Hunter - Dorinda Durston
- Brad Johnson - Ted Baker
- John Goodman - Al Yackey
- Audrey Hepburn - Hap